# Matilde Pinto
Matilde Seramota Pinto (6 de junio de 2006) es una deportista portuguesa que compite en tenis de mesa. En los Juegos Europeos de Cracovia 2023 consiguió una medalla de bronce en la prueba de equipo.

## Palmarés internacional
| Juegos Europeos | Juegos Europeos    | Juegos Europeos   | Juegos Europeos |
| Año             | Lugar              | Medalla           | Prueba          |
| --------------- | ------------------ | ----------------- | --------------- |
| 2023            | Cracovia (Polonia) | Medalla de bronce | Equipo          |